# April entdeckt die Männer
April entdeckt die Männer ist eine US-amerikanische Filmkomödie aus dem Jahr 1959 mit den Hauptdarstellern Sandra Dee und James Darren. Der Film basiert auf dem Roman Gidget, the Little Girl with Big Ideas von Friedrich Kohner aus dem Jahr 1957, in dem dieser die Erlebnisse seiner Tochter Kathy (Kathy Kohner-Zuckerman) in der Surfersubkultur an den Stränden Malibus verarbeitete.

## Handlung
Frances Lawrence, die von allen nur April genannt wird, ist eine Musterschülerin und erwartet ihren 17. Geburtstag. Bei einem Ausflug zum Strand von Santa Monica, mit ihren drei besten Freundinnen, treffen sie auf eine Gruppe von Surfern, die sich aber nicht für die Backfische interessieren.
Der Surfer Mondhündchen rettet April vor dem Ertrinken. April beschließt, auch das Wellenreiten zu lernen und kauft sich von Stinky ein gebrauchtes Surfboard. Zunächst wird sie von der durch und durch männlichen Strandclique nur belächelt, wird aber mit wachsendem Können auf dem Surfbrett zunehmend anerkannt.
April beginnt sich für Mondhündchen zu interessieren, der sich aber desinteressiert gibt. Bei einem Strandfest hat sie vor, Mondhündchen eifersüchtig zu machen. Ihr Plan geht aber zunächst nicht auf. Erst als sie gemeinsam mit Kahoona frühzeitig die Party verlässt und mit ihm zu einem abgelegenen Strandhaus fährt, merkt Mondhündchen, dass er doch mehr als nur Freundschaft für April empfindet.

## Fortsetzungen und Fernsehproduktionen
Der Film zog mehrere Kino- und Fernsehfortsetzungen nach sich. Zunächst folgte April entdeckt Hawaii (1960/61), 1963 dann April entdeckt Rom. Beide wurden erneut von Paul Wendkos inszeniert, in den Hauptrollen waren jeweils andere Schauspielerinnen zu sehen. Einzig James Darren als Mondhündchen wirkte an allen drei Filmen mit.
1969 wurde für das Fernsehen der Film Gidget Grows Up produziert. Der Film Gidget Gets Married wurde 1972 ausgestrahlt, 1985 Gidget’s Summer Reunion. Von 1965 und 1966 wurde die Serie Gidget ausgestrahlt, Mitte der 1980er Jahre die Serie The New Gidget.

## Kritiken
Der Filmdienst bezeichnet die Komödie als „mühsam in die Länge gezogenes, nur mäßig amüsantes Filmchen“.